# Augusto Caminito
Augusto Caminito (né le 1er juillet 1939 à Naples, et mort le 23 août 2020 à Rome) est un réalisateur, scénariste et  producteur de cinéma italien.

## Filmographie partielle

### Comme scénariste
- 1967 : Trois salopards, une poignée d'or (La più grande rapina del west) de Maurizio Lucidi
- 1967 : Poker au colt (Un poker di pistole) de Giuseppe Vari
- 1968 : Chacun pour soi (Ognuno per sé)  de Giorgio Capitani
- 1968 : Casse au Vatican (A qualsiasi prezzo) d'Emilio Miraglia
- 1972 : Quatre souris pour un hold-up de Richard Balducci
- 1973 : Le Grand Kidnapping (La polizia sta a guardare) de Roberto Infascelli
- 1977 : Qui a tué le chat ? (Il gatto) de Luigi Comencini
- 1977 : L'altra metà del cielo de Franco Rossi
- 1978 : Le Témoin de Jean-Pierre Mocky
- 1982 : Je sais que tu sais...  (Io so che tu sai che io so) d'Alberto Sordi

### Comme réalisateur
- 1972 : Maschi e femmine, film documentaire coréalisé avec Francesco Scardamaglia (it)
- 1988 : Grandi cacciatori
- 1988 : Nosferatu à Venise (Nosferatu a Venezia) (non crédité)

### Comme producteur
- 1990 : Ne parliamo lunedì de Luciano Odorisio